# Chrást (Východolabská tabule)
Chrást (280 m n. m.) je vrch v okrese Jičín Královéhradeckého kraje. Leží asi 1 km vjv. od obce Vrbice na jejím katastrálním území.

## Geomorfologické zařazení
Geomorfologicky vrch náleží do celku Východolabská tabule, podcelku Cidlinská tabule, okrsku Ostroměřská tabule a podokrsku Chomutická tabule.